# ريتشارد تايلور (عسكري)
ريتشارد تايلور (بالإنجليزية: Richard Taylor)‏ هو عسكري أمريكي، ولد في 1834 في مقاطعة ماديسون في الولايات المتحدة، وتوفي في 1890 في واشنطن في الولايات المتحدة.